# Olga Korbut
Olga Valentinovna Korbut (hviderussisk: Вольга Валянцінаўна Корбут, Volha Valjantsinawna Korbut; russisk: Ольга Валентиновна Корбут) (f. 16. maj 1955 i Hrodna), også kendt som spurven fra Minsk, er en sovjetisk hviderussisk gymnast, som vandt fire guldmedaljer og to sølvmedaljer ved de olympiske lege, hvor hun deltog i 1972 og 1976.